# エステバン・キロス
ヘスス・エステバン・キロス・オルティーズ（Jesús Esteban Quiroz Ortiz, 1992年2月17日 - ）は、メキシコのソノラ州シウダ・オブレゴン出身のプロ野球選手（内野手）。右投左打。MLBのフィラデルフィア・フィリーズ傘下所属。

## 経歴

### プロ入りとメキシカンリーグ時代
2011年にメキシカンリーグのキンタナロー・タイガースと契約してプロ入り。
2017年には同年行われたWBCのメキシコ代表に選出され、予選ラウンドのベネズエラ戦ではヤスメイロ・ペティットから本塁打を放った。また、大会後にユカタン・ライオンズへ移籍した。

### レッドソックス傘下時代
2017年11月22日にボストン・レッドソックスとマイナー契約を結んだ。
2018年は傘下のAA級ポートランド・シードッグスで開幕を迎えたが、15試合に出場した時点でヘルニアの手術を受けて離脱した。その後8月10日にルーキー級ガルフ・コーストリーグ・レッドソックスで復帰し、24日に再びポートランドへ戻った。この年は2チーム合計で32試合に出場して打率.283、7本塁打、31打点の成績を記録した。

### パドレス傘下時代
2018年11月20日にコルテン・ブルワーとのトレードで、サンディエゴ・パドレスへ移籍した。
2019年は傘下のAAA級エルパソ・チワワズで96試合に出場して打率.271、19本塁打、66打点の成績を記録した。また、オフに開催されたプレミア12のメキシコ代表に選出された。

### レイズ傘下時代
2020年3月26日にトミー・ファム、ハンター・レンフローらが絡むトレードの後日発表選手として、タンパベイ・レイズへ移籍した。この年は新型コロナウイルスの影響でマイナーリーグの試合が開催されず、公式戦への出場はなかった。
2021年は傘下のルーキー級フロリダ・コンプレックスリーグ・レイズとAAA級ダーラム・ブルズで合計72試合に出場して打率.274、14本塁打、57打点の成績を記録した。

### カブス時代
2022年3月25日にハロルド・ラミレスとのトレードで、シカゴ・カブスへ移籍した。9月17日に父親リスト入りした鈴木誠也の代替としてメジャー契約を結んでアクティブ・ロースター入りし、同日のコロラド・ロッキーズ戦で代打でメジャーデビューを果たした。14試合の出場で打率.275、3打点を記録した。

## 詳細情報

### 年度別打撃成績
| 年 度     | 球 団     | 試 合 | 打 席 | 打 数 | 得 点 | 安 打 | 二 塁 打 | 三 塁 打 | 本 塁 打 | 塁 打 | 打 点 | 盗 塁 | 盗 塁 死 | 犠 打 | 犠 飛 | 四 球 | 敬 遠 | 死 球 | 三 振 | 併 殺 打 | 打 率 | 出 塁 率 | 長 打 率 | O P S |
| --------- | --------- | ----- | ----- | ----- | ----- | ----- | -------- | -------- | -------- | ----- | ----- | ----- | -------- | ----- | ----- | ----- | ----- | ----- | ----- | -------- | ----- | -------- | -------- | ----- |
| 2022      | CHC       | 14    | 47    | 40    | 3     | 11    | 0        | 0        | 0        | 11    | 3     | 1     | 1        | 1     | 0     | 4     | 0     | 2     | 9     | 0        | .275  | .370     | .275     | .645  |
| 通算：1年 | 通算：1年 | 14    | 47    | 40    | 3     | 11    | 0        | 0        | 0        | 11    | 3     | 1     | 1        | 1     | 0     | 4     | 0     | 2     | 9     | 0        | .275  | .370     | .275     | .645  |

- 2022年度シーズン終了時

### 年度別守備成績
| 年 度 | 球 団 | 二塁（2B） | 二塁（2B） | 二塁（2B） | 二塁（2B） | 二塁（2B） | 二塁（2B） |
| 年 度 | 球 団 | 試 合      | 刺 殺      | 補 殺      | 失 策      | 併 殺      | 守 備 率   |
| ----- | ----- | ---------- | ---------- | ---------- | ---------- | ---------- | ---------- |
| 2022  | CHC   | 12         | 25         | 31         | 1          | 9          | .982       |
| 通算  | 通算  | 12         | 25         | 31         | 1          | 9          | .982       |

- 2022年度シーズン終了時

### 背番号
- 43（2022年 - ）

### 代表歴
- 2017 ワールド・ベースボール・クラシック・メキシコ代表
- 2019 WBSCプレミア12 メキシコ代表